# Rise (álbum de Trip Lee)
Rise é o quinto álbum de estúdio criado pelo cantor de rap cristão Trip Lee. O álbum foi lançado no ano de 2014 pela gravadora Reach Records. O álbum tem participações do Lecrae, Andy Mineo e This'l, entre outros. Quatro singles foram lançados para o álbum; "Shweet", "Sweet Victory", "Manolo" e "Beautiful Life 2 (Mine)".

## O Conceito
O cantor Trip Lee explicou o conceito do álbum dizendo: "é um incentivo à ação de ressuscitar dos mortos e realmente viver. Nós nascemos espiritualmente mortos e estou pedindo a todos que se tornem espiritualmente vivos. Em segundo lugar, não espere até mais tarde para viver do jeito que você foi criado. Deus criou você para honrar Ele, encontrar alegria e para servir aos outras pessoas. Não falhe com isso. Por fim, supere as baixas expectativas que as pessoas têm."

## Desempenho comercial
O álbum rise estreou na décima sexta posição  na Billboard 200 com vendas na primeira semana de aproximadamente 23.000 unidades a ponto de se tornar o quinto álbum de hip hop evangélico mais bem colocado de todos os tempos, bem como o álbum de maior sucesso do Trip Lee em sua carreira.